# Federalismo en México
El Federalismo en México es el ordenamiento político actual del Estado mexicano en la que las entidades que conforman la Federación son autónomas y están unidas mediante un acuerdo donde se delimitan las facultades de los tres niveles de gobierno: federal, local y municipal. Entonces, el ejercicio de la Soberanía popular de la República representativa y democrática en la que se estructura el país, se da de manera exclusiva o compartida; por medio de las instituciones federales, locales o municipales.
En el pasado, México, como país independiente, ha transitado, brevemente, por diferentes formas de organización política, como lo es el Estado unitario (tanto republicano como monárquico). Sin embargo, durante gran parte de su historia, el Estado federal ha sido la norma. Inclusive a través de distintos modelos como el regionalista, el cooperativo, el centralizado o el descentralizado.

## Definición
```
semiautónomos, cada una con su propio gobierno, pero que están unificados por un gobierno en común (federal). Ya que los gobiernos territoriales y el gobierno federal comparten el mismo territorio inevitablemente deben relacionarse entre sí. Esta relación ha sido tratada por los científicos políticos de dos formas principalmente: 
```

- La primera enfatiza la distribución de la autoridad para gobernar entre los dos niveles de gobierno.[1][2][3][4] Ya sea entendido como descentralización o como pacto o alianza entre iguales, el federalismo se caracteriza por la combinación de los principios de unidad y autonomía interna entre una amplia variedad de organizaciones políticas.[5] Según Wallace Oates, lo esencial reside en comprender qué funciones e instrumentos asignar a cada uno de los niveles de gobierno que intervienen en el sistema.[6]
- La segunda enfatiza las relaciones entre los gobiernos y el público, ya que cada unidad tiene sus propias preferencias y decisiones que tomar, que tienen efecto directo en sus respectivas poblaciones.[7][8][9] Ambos niveles rigen de manera conjunta el mismo territorio y la misma población, y cada uno tiene autoridad, dentro de su esfera de competencia, para tomar decisiones de manera independiente del otro.[10][2][11]

Bajo cualquier enfoque, la frontera que delimita la autoridad del gobierno nacional de los subnacionales es de vital importancia. La frontera puede ser muy gruesa o puede ser que los gobiernos nacional y subnacionales compartan la autoridad (poderes y obligaciones). Las interacciones entre los distintos niveles de gobierno, y en última instancia la capacidad y la efectividad del federalismo, dependen de estas asignaciones de autoridad. En resumen: las federaciones se caracterizan por a) división geopolítica, b) independencia y c) efecto directo sobre las poblaciones.

## Evolución histórica del Federalismo en México

### Constitución de 1824: federalismo regionalista
Como afirma Luis Medina, el federalismo mexicano tiene razones y raíces que se remontan a la evolución social, económica y política de la Colonia y que fraguaron en los últimos años de ésta y los primeros años de la vida independiente del país. Después de la independencia, la pretensión de Agustín de Iturbide de centralizar el poder con base en la monarquía se topó con la militante resistencia de las provincias a ceder autoridad política. El triunfo ￼del Plan de Casa Mata, al que se adhirieron las élites provincianas, significó la confirmación en los hechos de los poderes regionales, espíritu con el cual las provincias enviarían sus diputados al congreso constituyente de 1824. Así, la adopción del primer sistema federal fue un movimiento de la periferia al centro; resultado de una realidad política y no copia del federalismo estadounidense.
El arreglo federal de 1824 produjo una doble relación asimétrica, por un lado federación débil-estados fuertes y, por otro, poder ejecutivo limitado-congreso fuerte. Esta situación determinó la lucha de los años posteriores (hasta 1867, aproximadamente) entre dos facciones principalmente: la unitaria y la federalista. Por un lado, los federalistas tenían el interés por evitar un poder central despótico y defender las libertades individuales, mientras que a los unitarios les preocupaba la eficacia del gobierno central para garantizar la seguridad nacional frente a las intenciones expansionistas de Estados Unidos. La confrontación se resolvió a favor de los federalistas liberales; primero en 1857 y, de forma definitiva, en 1867 con la derrota de Maximiliano de Habsburgo y la restauración de la República.
Es debido a esta primera etapa federal totalmente descentralizada que en el imaginario político mexicano (incluso al día de hoy) se denomina al régimen unitario como "centralista", aunque en la actualidad esto es más bien inexacto y hasta anacrónico. Como se describe en este artículo, el federalismo mexicano hacia finales del siglo XIX y durante casi todo el siglo XX estuvo extremadamente centralizado tanto a nivel geográfico como a nivel institucional, por lo que algunas voces críticas lo denominaron una "ficción federal".
De hecho, esta Primera República Federal fue reemplazada por una república unitaria demasiado centralizada a la que la historiografía mexicana denomina como República Centralista.

### Constitución de 1857: del federalismo liberal al cooperativo
En la primera mitad del siglo XIX, el principal problema a resolver fue el tipo de régimen que convenía adoptar —republicano o monárquico, federalista o unitario—; en la segunda la cuestión central consistió́ en darle contenido y eficacia a un gobierno federal que sólo existía de jure. Una vez restaurada la República, los presidentes Benito Juárez y Sebastián Lerdo de Tejada iniciaron la labor de fortalecer al gobierno federal. Esta tarea fue retomada y continuada por Porfirio Díaz, que se dedicó a construir las bases del sistema político mexicano mediante pactos y acuerdos entre los gobiernos federal y estatales. Díaz logró la integración de un Congreso que asegurara la reelección del titular del poder ejecutivo federal, solucionando así el problema central del arreglo federal: la coexistencia de dos soberanías. Las áreas que se federalizaron como medidas centralizadoras en perjuicio de la soberanía de los estados incluyeron:
- Minería y comercio (1883)
- Derecho marítimo (1883)
- Impuesto sobre el timbre (1896)
- Gravámenes al comercio y consumo de bienes (1896)
- Determinación de aguas de jurisdicción federal (1908)
- Títulos de deuda pública pagados en el extranjero (1901)
- Legislación en materia de salubridad (1908)

### Constitución de 1917: federalismo centralizador[14]
Cuando el Congreso Constituyente de 1917 se reunió, el federalismo ya no se cuestionaba; el tema no entró en la agenda de los posibles cambios a la Constitución de 1857 ni hubo un análisis crítico y exhaustivo de cómo había funcionado hasta el momento. Sin embargo, los constituyentes trataron de restablecer una unidad nacional que sentían en peligro. En consecuencia, no frenaron las incipientes tendencias centralizadoras que se heredaban del Porfiriato; al contrario, las profundizaron. 
El federalismo mexicano se originó mediante el acuerdo de Santiago Padilla y Ricardo Pazo con entidad política propia de ceder facultades de manera limitada a favor de un gobierno central. Por tal razón, los textos constitucionales de 1824, 1857 y 1917 reproducen la misma disposición, a saber: toda facultad que no esté explícitamente consignada a favor del gobierno federal, se entiende reservada a los estados. Es por lo anterior que, a través de reformas constitucionales y de otras vías como, por ejemplo, el control de los ingresos fiscales y la planeación presupuestaria, el gobierno federal después de la revolución se caracterizó por una marcada centralización. 
Según Rogelio Hernández, a lo largo de su historia, una de las preocupaciones centrales del federalismo mexicano han sido los temas fiscales para darle viabilidad financiera al gobierno federal. De hecho, el poder tributario de los estados no es una delegación de la federación sino que, por el contrario, es originario, precede al federal; más aún, fue centralizado después de un largo periodo de disputas entre ejecutivos locales y el federal.
Los factores que influyeron en la centralización del poder y en la construcción de un ejecutivo más fuerte durante el periodo posrevolucionario fueron:
- Sustitución de las elecciones indirectas por las directas (eliminando así la fuente de poder de las élites regionales)
- El reparto agrario
- La protección de los derechos laborales
- La declaración del Estado como rector de la economía (artículo 27 constitucional)
- La creación del partido oficial que nace como un pacto destinado al reparto de la cuotas de poder en todos los niveles, ya que incorporó a la vida política nacional a los tres actores gestados por la revolución: el agrario, el obrero y el militar que contaban con poderosas centrales nacionales.

El cumplimiento del programa social de la revolución llevó a reformas que ahondaron aún más la concentración de facultades arrancadas a los estados en el gobierno federal con el propósito de evitar que los fuertes poderes locales las emplearan para sus propios fines, pero también para que la federación pudiera elaborar y poner en práctica programas de desarrollo nacionales que compensaran los desequilibrios regionales tan marcados del país. Las reformas incluyeron:
- Educativa (1921)
- Trabajo (1929 y 1933)
- Industria cinematográfica (1935)
- Controversias sobre terrenos comunales (1987)
- Justicia y tribunales agrarios (1983 y 1992)
- Energía eléctrica (1934, 1940, 1960)
- Contaminación ambiental (1971)
- Energía nuclear (1975)
- Asentamientos humanos (1976)

### Esfuerzos descentralizadores de finales delsigloXX
Los primeros intentos de contrarrestar las tendencias centralizadoras se presentaron en los sexenios de Miguel de la Madrid (1982-1988), Carlos Salinas de Gortari (1988-1994) y Ernesto Zedillo (1994-2000), que se caracterizaron por esfuerzos descentralizadores para fortalecer a estados y municipios. Estas nuevas tendencias buscaban la modernización administrativa y económica para enfrentar los procesos de apertura e integración con otras economías, así como el fortalecimiento de la transición democrática.

#### Miguel De la Madrid
De la Madrid decidió enfrentar la crisis económica de la década de 1980 con una reducción directa del gasto público y, en general, de las funciones del gobierno, disminuyendo al mínimo indispensable sus responsabilidades tanto de inversión como de administración directa de empresas. Fue así como se dio inicio a un proceso de descentralización administrativa que llevó consigo una reforma profunda en el reparto de responsabilidades entre los gobiernos estatales y municipales, así como una redistribución de los recursos presupuestales. Este proceso se desdobló en tres líneas de acción: fortalecer el federalismo, vigorizar la vida municipal y fomentar el desarrollo regional. Sus medidas incluyeron:
- desconcentrar atribuciones hasta entonces reservadas a los órganos centrales,
- delegar funciones y se reubicaron organismos y entidades gubernamentales en los estados
- creación de los Comités de Planeación y Desarrollo Estatal (Coplade) y sus contrapartes municipales (Coplademun), que eran instancias de deliberación y consenso entre gobierno federal y gobiernos subnacionales
- otorgar a los municipios potestades tributarias, de prestación de servicios públicos y de planeación urbana.

#### Carlos Salinas de Gortari
Durante el gobierno de Carlos Salinas las decisiones descentralizadoras no aparecieron como una prioridad en su agenda. Sin embargo, se concretó la transferencia de servicios de educación básica a los estados y, además, el Programa Nacional de Solidaridad (PRONASOL), que si bien no tuvo como objetivo específico impulsar la descentralización, buscó fortalecer a regiones y comunidades en tres grandes ámbitos de acción: bienestar social, producción y desarrollo regional. Las acciones de este programa se definían a través de la firma de Convenios de Desarrollo Social (Codesol) que estaban, en realidad, más focalizados a fortalecer a la comunidad que a los gobiernos estatales y municipales.

#### Ernesto Zedillo
Durante el gobierno del presidente Zedillo el proyecto de descentralización se denominó "Nuevo federalismo". Este programa incluyó reformas judiciales, de distribución de ingresos, una separación más efectiva entre los poderes ejecutivo, legislativo y judicial, la disminución del poder presidencial, el fortalecimiento de las instituciones municipales y estatales, mayor autonomía en los niveles inferiores del gobierno, entre otras medidas. A partir de ello se generaron iniciativas de redistribución de funciones entre los diversos órdenes de gobierno, particularmente en los sectores de educación, salud, desarrollo regional y lucha contra la pobreza (cada uno con su ritmo y estrategia particulares). Además se incrementaron, aunque muy marginalmente, los recursos fiscales a estados y municipios; y por último, se insistió en la no intervención del presidente en asuntos propios de gobiernos estatales y municipales.
Durante este periodo, tres reformas constitucionales transformaron las relaciones entre los gobiernos federal, estatales y municipales. Dos de ellas se relacionan con los ayuntamientos. En 1983, la reforma al artículo 115 otorgó a los gobiernos municipales potestades tributarias, de prestación de servicios públicos y de planeación urbana que desde entonces les permiten, por lo menos en la letra, responder a las necesidades de sus comunidades locales. En 1999, otra reforma al mismo artículo constituyó a los ayuntamientos como gobiernos de pleno derecho con facultades exclusivas. La tercera reforma constitucional se refiere a la resolución de disputas entre órdenes de gobierno: en 1994, la reforma al artículo 105 constitucional y la promulgación de la ley reglamentaria respectiva convirtieron a la Suprema Corte en árbitro de última instancia en disputas entre los órdenes de gobierno, por medio del recurso de la controversia constitucional.   

## Federalismo y sistema político
Actualmente dos elementos caracterizan al federalismo mexicano. El completa una mayor influencia política y social, y, aunque también económica, ésta se vio condicionada por criterios de aplicación que siempre se ha reservado el gobierno federal. En general, los gobernadores de los partidos políticos de oposición al del presidente tienden a ser los más activos y exigentes en sus negociaciones con el gobierno federal. El segundo es que son precisamente las restricciones económicas las que se han convertido en el principal problema de los gobernadores con la federación, lo que ha motivado demandas en el sentido de que se rediseñe el esquema de asignación, pues los requerimientos financieros, derivados de una mayor administración y prestación de servicios, no se han acompañado de un flujo de recursos equivalente.
En cuanto a la distribución de competencias en el sistema federal mexicano, tanto en la capacidad regulatoria como en la provisión de servicios, los gobiernos federal y municipales preservan facultades exclusivas. El federal, entre otras, en defensa y políticas exterior y monetaria, mientras que el municipal se ocupa de los servicios urbanos básicos en calles, parques, mercados, panteones y rastros. En cambio, los gobiernos estatales cuentan con escasas facultades exclusivas y, en general, se ven obligados a coordinarse con los otros órdenes de gobierno tanto en la regulación como en la provisión de servicios tan diversos como educación y gestión de residuos sólidos.
Sin embargo, como en otros sistemas federales, en México la distribución formal de competencias entre los gobiernos nacional y subnacionales suele crear confusión en la práctica y demanda coordinación en áreas donde las competencias se traslapan. En áreas cruciales para la calidad de vida (medio ambiente, planeación urbana, políticas sociales y seguridad pública, entre otras) los tres órdenes de gobierno participan tanto en la regulación como en la provisión de servicios.
Como los canales de influencia formal sobre el diseño y ejecución de políticas públicas federales (el Senado, el recurso de controversia institucional, las iniciativas de ley federal de las legislaturas estatales) han resultado inefectivos o lentos para los gobiernos estatales, los gobernadores (especialmente los de oposición) han dirigido su atención a mecanismos informales de comunicación con el gobierno federal como la Conferencia Nacional de Gobernadores (Conago). Desde 2002, la conferencia reúne a los gobernadores en función de todos los partidos políticos y como actor colectivo ha protegido a los gobiernos estatales de intervenciones federales que atentaban contra su esfera de competencia, lo que ha fortalecido su posición negociadora frente a funcionarios federales, con éxito considerable en el ámbito fiscal.
Con la democratización y sobre todo después de la elección del presidente Vicente Fox (PAN) en el año 2000, los gobiernos subnacionales mexicanos han sido considerablemente más activos en la política federal; han aprovechado sus nuevos espacios de autonomía e influencia así como los que ya tenían, recurriendo a tres estrategias, principalmente:
- los gobernadores y municipios se han afiliado a las recién creadas asociaciones para influir (colectivamente) en la agenda pública nacional, para negociar con el gobierno federal y para cabildear con legisladores federales;
- las legislaturas estatales han presentado iniciativas de leyes federales más frecuentemente que antes (aunque lo han hecho individual y no colectivamente); y
- los gobiernos municipales (en ocasiones en conjunto) han recurrido a la Suprema Corte para resolver disputas intergubernamentales (sobre todo en casos en los que acusan a los gobiernos estatales de invadir sus esferas de responsabilidad).

## Federalismo fiscal
La teoría tradicional del federalismo fiscal, subcampo de teoría económica concerniente a la distribución de la responsabilidad entre los actores del gobierno en sus diferentes niveles de los gobiernos, establece que los estados constitutivos de un pacto federal deben contar con instrumentos fiscales para cumplir con sus funciones políticas, sociales y financieras. El análisis económico y político es vital para entender los efectos de estas relaciones. Para conseguir ingresos, los gobiernos pueden recurrir a  impuestos, deuda y transferencias intergubernamentales. Esta teoría propone que, por un lado, el gobierno central se encargue del equilibrio macroeconómico, de la redistribución del ingreso, de la asistencia a los pobres, así como de la provisión de ciertos bienes públicos como la defensa nacional. Por el otro, propone que los gobiernos subnacionales se encarguen de la provisión de bienes y servicios cuyo consumo se limita sólo a su jurisdicción. Respondiendo a particularidades locales, este tipo de provisión, a diferencia de la provisión uniforme desde el centro, maximiza el bienestar de los consumidores.
Lo que se conoce hoy como el Sistema Nacional de Coordinación Fiscal (SNCF) se consolidó a partir de 1980, con la introducción del impuesto al valor agregado (IVA). Con la introducción de este impuesto los estados prácticamente cedieron al gobierno central la función recaudatoria de su fuente principal de ingresos —el llamado impuesto sobre ingresos mercantiles (ISIM). No obstante, después de 1980 las entidades continuaron recaudando los impuestos, es decir, participando en su administración, en el entendido de que los ingresos obtenidos eran del gobierno federal. En su origen, este sistema tuvo un carácter fundamentalmente compensatorio, es decir, se distribuían los recursos a los estados para resarcirlos por los ingresos que obtenían en el sistema anterior.
En términos del gasto, el periodo previo a 1992, se distinguió por una fuerte centralización de gastos en el ámbito federal, pero, sobre todo, por el alto grado de discrecionalidad en su asignación entre las entidades federativas: no existían criterios objetivos para hacerlo y, en buena medida, la asignación se definía por las decisiones del ejecutivo y su relación con los gobernadores. A partir de la década de 1990, motivado por el surgimiento de competencia electoral en los gobiernos subnacionales y el surgimiento de, cada vez más, gobiernos divididos verticalmente, este escenario comenzó a modificarse. Según Laura Flamand, la presencia de gobernadores de oposición al PRI ayudó a que el sistema federal mexicano se descentralizara, al menos en términos fiscales.
Con el paso de los años el sistema de distribución de recursos sufrió modificaciones en los criterios de reparto. Hasta 2007 el Fondo General de Participaciones, el más importante del total de transferencias a los estados, se distribuyó bajo los siguientes tres criterios: 45.17% con base en el número de habitantes, 45.17% con base en los llamados impuestos asignables territorialmente y el restante 9.66% en función inversa a los dos criterios anteriores. A partir de 2008, como resultado de la reforma fiscal, los incrementos se rigen adicionalmente por el crecimiento del PIB y recaudación de ingresos propios. Sin embargo, el impacto de estos dos nuevos criterios será muy pequeño, ya que la fórmula nueva pondera a los criterios de distribución por población. El sistema resultante se caracterizó por una fuerte concentración recaudatoria en el gobierno federal.
Como resultado de este proceso, en la actualidad las entidades federativas reciben transferencias condicionadas y transferencias no condicionadas [o participaciones], lo que ha hecho que más de la mitad del gasto sea ejercido por los gobiernos estatales y municipales aunque, en algunos casos, estos se han convertido en meros ejecutores o pagadores del gobierno federal. A diferencia de las décadas anteriores a los noventa, la discrecionalidad con la que se asignaban los gastos en las entidades prácticamente ha ido desapareciendo, ya que en todos los casos existen fórmulas de reparto lo cual da mayor certidumbre a los gobiernos para presupuestar y planear.
Actualmente, las fuentes de ingresos de los gobiernos estatales en México son cinco: ingresos propios (aproximadamente 8.2% del ingreso total promedio de un estado en 2005), transferencias federales condicionadas (52.4%), transferencias no condicionadas (35.2%), deuda (1.9%) y otros ingresos (2.3%). En lo referente al gasto, es necesario subrayar que hasta 1992 su asignación a los gobiernos subnacionales fue muy discrecional. Como resultado directo de los procesos de descentralización, la proporción estatal del gasto gubernamental total se elevó de 22.6 a 28.6% y la municipal de 4.3 a 5.7% entre 1995 y 2000. La fracción del gasto que eroga el gobierno federal ha disminuido más de ocho puntos porcentuales durante este periodo; sin embargo, todavía es el orden de gobierno que eroga la mayor proporción: 65% en 2000.
En términos fiscales, el sistema federal mexicano todavía es muy centralizado y puede definirse por tres características: a] en cuanto al ingreso, los gobiernos estatales son muy dependientes de las transferencias federales (en promedio, aproximadamente 88% del ingreso total de un estado en 2005); b] en cuanto al gasto, un estado promedio determina el destino final de solamente 40% de las transferencias que recibe, y c] la recaudación de los gobiernos estatales y municipales ha tendido a decrecer, lo cual puede atribuirse a la recentralización del gasto y a que el sistema de transferencias no suele considerar criterios de eficiencia recaudatoria. México parece atrapado en el pasado, a pesar de haberse movido con una economía neoliberal, en concordancia con el entorno internacional, la descentralización que fue “durante las décadas de 1980 y 1990,(..) la regla en los países de América Latina"  no se llevó a cabo en el país.
Finalmente, hay que tomar en cuenta que a diferencia del gasto federal, que se ha transparentado en un grado importante, la transparencia y rendición de cuentas en el ámbito de los gobiernos estatales y municipales deja mucho que desear. Más aún, la marcada dependencia de los gobiernos estatales en materia de transferencias federales no ha contribuido a la creación de mecanismos de responsabilidad fiscal en las entidades federativas, ya que su esfuerzo tributario tiene poca o nula vinculación con los recursos a gastar y, particularmente, con la forma en que éstos se ejercen. 

## Federalismo y políticas públicas
Con frecuencia, las fronteras entre las competencias legales de cada nivel de gobierno en las distintas áreas de política son difusas y los procesos de descentralización han acentuado sus traslapes. Hasta la última década del siglo XX en México coexistían servicios federales, presentes en todos los estados, con servicios que los gobiernos subnacionales desarrollaron en sus territorios. Los servicios federales y estatales convivían en diferentes combinaciones: en algunas entidades dominaban los servicios federales, en otras, los sub- nacionales, pero con escasos mecanismos de coordinación. En consecuencia, cada vez es más claro que el diseño y la ejecución de políticas públicas efectivas requieren instancias o mecanismos de coordinación intergubernamental formales e informales que posibiliten la cooperación entre los tres niveles.

### Salud
El gobierno federal emprendió acciones descentralizadores en salud en 1983; sin embargo, esa fase se limitó a 14 estados y la secretaría federal continuaba ejerciendo estrictos controles regulatorios y presupuestales. En 1995 comenzó un segundo proceso de descentralización de los servicios de atención a la salud con el fin de dar mayor eficiencia a la operación del sector que atiende a la población sin seguridad social. El esfuerzo descentralizador reservó para la autoridad federal funciones de tipo normativo y regulatorio, y entregó a las entidades federativas la prestación directa de los servicios. Al concluir el proceso, el gobierno federal conservó la responsabilidad de financiar el desarrollo de los sistemas estatales de salud mediante transferencias a los gobiernos de los estados, pero con el objetivo complementario de que la contribución financiera estatal se mantuviera o incluso se incrementara.

### Educación
Después de varios esfuerzos de desconcentración administrativa de la educación básica del gobierno federal durante los años setenta y ochenta, no fue sino hasta 1992 que se llevó a cabo la descentralización de las funciones operativas y administrativas. La descentralización se propuso promover la cultura del cofinanciamiento de los servicios públicos con recursos intergubernamentales y privados, y fragmentar al Sindicato Nacional de Trabajadores de la Educación para debilitar su poder de negociación, que representaba enormes costos políticos y económicos para el gobierno federal. Estas medidas significaron simplemente la transferencia de responsabilidades administrativas, con escaso poder de toma de decisiones o suficientes recursos financieros. Por ejemplo, los gobiernos estatales deben aceptar incrementos salariales anuales de los profesores estatales, que no se negocian en el ámbito estatal sino federal (entre el Sindicato Nacional de Trabajadores de la Educación y la Secretaría de Educación Pública federal).

### Otras áreas de política
Existen otras áreas de política en las que, aun cuando las competencias son subnacionales de iure, la efectividad de las políticas estatales o municipales se relaciona con su carácter intergubernamental. Por ejemplo, las políticas de control de la calidad del aire o de promoción del desarrollo regional (las dos de competencia estatal), o las de manejo integral de los residuos sólidos urbanos (responsabilidad municipal) tienden a ser más efectivas cuando los distintos niveles de gobierno se coordinan y cuando las autoridades subnacionales aprovechan los recursos financieros, la asesoría técnica y, en general, los apoyos de las federales. En áreas de política cruciales para la calidad de vida de la población en general, los gobiernos subnacionales han adquirido un papel más importante e influyente durante los últimos dos decenios: en algunos casos por procesos de descentralización explícitos, en otros, porque las autoridades locales han retomado y aprovechado los espacios de autonomía que les concede la ley.